# Dialogisches Management
Das Konzept des Dialogischen Managements wurde im deutschen Sprachraum von dem Betriebspädagogik-Professor Jendrik Petersen begründet. Es geht von der Annahme aus, dass modernes Management generell nur noch dann erfolgreich und legitimierbar ist, wenn es einem Dialog des Managements mit anderen Menschen und Institutionen standhalten kann. Deshalb haben Unternehmen und deren Management in unserer Zeit eine Verantwortung, die weit über das eigene Unternehmen und seine Anteilseigner hinausreicht.
Die von der humanistischen Psychologie beeinflusste Idee, dass modernes Management nur im Dialog mit den Stakeholdern möglich ist, stammt ursprünglich von William Isaacs aus der Gruppe um Peter Senge und wurde 1992–1994 im Dialogue Project an der Sloan School of Management des Massachusetts Institute of Technology entwickelt. 

## Grundidee
Die gesellschaftspolitische Verantwortung des Managements lässt sich nach Petersen letztlich nur durch Befähigung und Willen zum Dialog ermöglichen, der dazu führt, andere Menschen und deren Erwartungen, Vorbehalte und Hoffnungen zu verstehen und diese bei unternehmerischen Entscheidungen zu berücksichtigen.
Jendrik Petersen verfolgt in seinem Ansatz des Dialogischen Managements die Auffassung, dass gegenseitige Achtung, Respekt und gemeinsames Handeln im Unternehmen den unternehmerischen Erfolg nachhaltig steigern. Dialogisches Management soll deshalb eine über den Dialog realisierte, reflexive Auseinandersetzung des Managements mit sich, den Gegebenheiten vor Ort, den globalgesellschaftlichen Bedingungen und ihren jeweils prinzipiellen Entwicklungsmöglichkeiten fördern.
Mit dem Dialog als Grundhaltung innerhalb von Akteursbeziehungen wird auf die Wahrnehmung und die Reflexion von Situationen in Austauschbeziehungen rekurriert. Mit Bezug auf das bei Buber bezeichnete »echte Gespräch«, in dem sich die Gesprächspartner dem jeweils anderen „[…] in aller Wahrheit […]“ zuwenden, erweitert ein dialogisches Verständnis den Gesichtskreis und eröffnet einen Raum der Möglichkeiten, sich und seine eigenen Wahrnehmungen und Deutungsmuster kritisch-konstruktiv zu hinterfragen. Innerhalb dieses Raumes kann sich erfolgsorientiertes in verständigungsorientiertes Handeln wandeln, das eine auf Gleichberechtigung und Teilhabe fußende Einbeziehung aller Dialogpartner ermöglicht. Dialogische Beziehungen lassen sich vor diesem Hintergrund als Form kommunikativen Handelns interpretieren, das nicht auf Manipulation und Sanktion gründet, sondern auf einem verständigungsorientierten Austausch von Argumenten.
Dialogisches Management bezieht sich dabei sowohl auf die operative und unternehmensstrategische Effizienz als auch auf die ethische Begründung von Entscheidungen. Es ist deshalb auf den Aufbau zwischenmenschlicher Verständigung angewiesen und stellt ausschließlich zweckrationale Orientierungsgrundlagen in Entscheidungs- und Führungsprozessen in Frage. Die durch den Dialog geförderte Hinterfragung von Führungs- und Managementprozessen ist eine wichtige Voraussetzung für eine umfassende Transformationsfähigkeit von Organisationen und ihren Mitgliedern unter Berücksichtigung der potenziell Betroffenen. Im Aufbrechen von – scheinbar gefügten – Interaktionsstrukturen der betrieblichen Akteure ist auch die Loslösung von Trugschlüssen des »So-Handeln-Müssens« möglich. Damit einher geht eine Form der Emanzipation von scheinbar etablierten und bewährten Führungsmodellen und Führungsstrukturen, die nicht selten für die am Führungsgeschehen Beteiligten dysfunktional sind.
Dialogisches Management ist von der Überzeugung geprägt, dass unternehmerischer Erfolg nur durch überzeugt handelnde Menschen möglich ist, die den Kunden und dem eigenen Unternehmen Nutzen stiften wollen. Manager und Mitarbeiter gelten als (zumindest prinzipiell) gleichberechtigte Wahrheitsquellen.

## Dialog-Dekalog
Als normative Grundlage für die Umsetzung des Dialogischen Managements im Unternehmen dient der von Jendrik Petersen vorgestellte Dialog-Dekalog.
Der Dialog-Dekalog ist als Entwicklungsfeld im Management, des Managements und des Unternehmens zu betrachten und stellt mehr als eine „bloße Methode der Kommunikation“ dar:
1. Im Allgemeinen: Der Dialog ist eine lernbare Disziplin und wird nicht als bloßes „Miteinander reden“ bzw. als beliebige Diskussion oder Meinungsaustausch angesehen. Die Absicht des Dialoges ist es, mit dem oder den Partner(n) ein gemeinsames Verständnis zu erreichen und über die Grundlagen des Denkens zu reflektieren. Der Dialog ist kein Selbstzweck, sondern hat die Steigerung der Problemlösungsfähigkeit und die Zukunftssicherung von Menschen, Organisationen und ihrer mit handlungslogischem Eigensinn versehenen Umwelt als Ziel. Der Dialog stellt generell ein die Beteiligten mit gegenseitig befruchtenden neuen Erkenntnissen und Erfahrungen belohnendes Gespräch dar.
2. Im Besonderen: Durch einen sanktionsfreien-offenen Dialog gilt es dabei, das bisherige Miteinander im Unternehmen und den Umgang des Unternehmens mit der Außenwelt zu hinterfragen und zu verbessern, um auf diese Weise ein vernünftige(re)s Entscheiden und Handeln zu ermöglichen und auszugestalten.
3. Der Dialog von (tendenziell gleichberechtigten) Partnern ist geprägt von der beiderseits empfundenen Vielschichtigkeit, Fragmentierung, Zerstrittenheit einerseits und dem Bemühen um Vertrauen und Verlässlichkeit andererseits.
4. Hierbei kann der Dialog dazu führen, dass im interaktiven Miteinander durch den freien Fluss von Gedanken und Gefühlen der (möglichen) Wahrheit schrittweise entgegengekommen wird.
5. Wahrheit(sfindung) ist aber nicht als Endziel des Dialoges anzusehen, sondern es gilt vielmehr anzuerkennen, dass der Dialog einen bewusst temporären und prozesshaften Charakter aufweist.
6. Dialoge im Zeichen tiefgreifender Wandlungsprozesse können nur durch aktives Zuhören und die gegenseitige Anerkennung ausgelöst werden, wobei erst ein gemeinsames Handeln und Reflektieren eine beidseitig empfundene Wahrhaftigkeit ermöglicht.
7. Dialog bedeutet nicht, über die Probleme in der Welt „da draußen“ zu lamentieren, sondern zu erkennen, dass die Welt ständiger Bestandteil des Dialoges ist.
8. Am Dialog mitzuwirken, bedeutet zu erkennen, dass Wahrhaftigkeit und Vertrauen nur im gemeinsamen Handeln, Reflektieren und Bemühen um das gemeinsame Wohl entstehen kann.
9. Dialog bedeutet auch, die eigene Unvollkommenheit und die des Partners akzeptieren zu lernen und als ständige Lernaufgabe anzusehen. Die „Fehler von einst“ ständig vorzuhalten, dürfte die Dialogbereitschaft zum Erliegen bringen.
10. Die Teilnahme am Dialog erfordert von jedem Partner Authentizität und Selbstakzeptanz bzw. Selbstliebe und „kritische Bescheidenheit“. Nur auf diese Weise kann auch dem Partner begegnet werden.

## Praktische Umsetzung
Ein Anwendungsbeispiel aus dem Non-Profit-Bereich zeigt eine kurzfristige Erhöhung der Mitarbeiterzufriedenheit, verweist aber auf zeitlich-sachliche Restriktionen und auf den Druck, mit der Methode rasche Ergebnisse zu erreichen. Auch ist die Umsetzung von der psychologischen Präferenz der jeweiligen Führungskraft abhängig. Eine Langzeitevaluation steht aus.
Kritisch kann hinterfragt werden, ob Konsequenzen aus der Einsicht gezogen werden, dass eine Führungskraft selbst Bestandteil eines zu lösenden Problems sein kann, etwa wenn die Mitarbeiter aufgrund fortbestehender „Machtasymmetrien“ befürchten müssen, dass Einwände gegenüber den Vorstellungen der Führungskräfte ignoriert oder sanktioniert werden. Die Frage, ob Hierarchien aufgelöst oder abgeschwächt werden müssen, bevor ein Dialog auf Augenhöhe funktioniert, wie dies Modelle der kollegialen Führung fordern, bleibt offen.
Der amerikanische Psychologe David Kantor hebt hervor, dass Manager selten so hinreichend geschult in Gesprächsführung sind, dass sie die Gruppendynamik in Führungsteams erfolgreich beeinflussen können.